# Jiří Lang
Jiří Lang (* 19. července 1957) je český zpravodajec, v letech 2003 až 2016 ředitel Bezpečnostní informační služby, v letech 2006 až 2007 paralelně také ředitel Úřadu pro zahraniční styky a informace a v letech 2017 až 2024 ředitel Národního bezpečnostního úřadu.

## Život
Absolvoval Střední průmyslovou školu zeměměřickou a v roce 1996 dokončil bakalářská studia na Právnické fakultě Masarykovy univerzity v Brně. Jiří Lang je ženatý, má syna a dceru. Nikdy nebyl členem politické strany.
Podle údajů publikovaných týdeníkem Euro se Jiří Lang před listopadem 1989 věnoval mimo jiné vedení dětí ve skautských a junáckých oddílech v Praze (oddíl Pětka Praha). Z období skautingu pochází jeho přezdívka „Špalík“. V té době pracoval 14 let ve společnosti Energoprojekt, a to až do roku 1990. Do československé kontrarozvědky nastoupil v létě 1990 spolu s dalšími přáteli ze skautingu. Přivedl ho tehdy Miroslav Kopt, bývalý politický vězeň, který se později v kontrarozvědce stal ředitelem odboru ochrany ekonomiky.
Po nástupu do kontrarozvědného Úřadu pro ochranu ústavy a demokracie (ÚOÚD) se Lang věnoval výstavbě analyticko-operativního oddělení pro boj proti ruským tajným službám. Jiří Lang od roku 1990 působil i v nástupcích ÚOÚD, ve Federální informační službě a Federální bezpečnostní informační službě. Po zániku Československa koncem roku 1992 působil v Bezpečnostní informační službě České republiky a nakonec v Bezpečnostní informační službě.
V posledních letech před jmenováním ředitelem BIS byl náměstkem ředitele této služby pro operativní činnosti. Ve funkci ředitele civilní kontrarozvědky vystřídal Jiřího Růžka, který na vlastní žádost svou pozici opustil v květnu 2003. Po Růžkově rezignaci byl Jiří Lang řízením služby, coby její náměstek, pověřen. Ředitelem BIS byl jmenován 24. června 2003.
Za období jeho vedení BIS bylo s kontrarozvědkou spojeno podstatně méně velkých afér, než za jeho předchůdců. Jedněmi z nich byly kauzy Vladimíra Hučína, který Langa označuje za „ochránce StBáků v BIS“, případ podezření na zpronevěru peněz BIS důstojníkem Jaroslavem Kukačkou, nejasný závěr kauzy příslušníka BIS Romana Hrubanta (původně ze strany BIS obviněn z rozsáhlé ilegální činnosti, pak soudem zcela zproštěn viny) a několik prohraných soudních sporů.
Dne 21. září 2006 se Jiří Lang stal také ředitelem Úřadu pro zahraniční styky a informace (ÚZSI), kde vystřídal ve funkci Karla Randáka, který byl 20. září 2006 z postu vládou odvolán. Od tohoto dne tak byl Jiří Lang ředitelem obou zpravodajských služeb (rozvědky i kontrarozvědky) zároveň. Vláda měla v plánu obě tajné služby sloučit, k čemuž však nedošlo. V červnu 2007 jej na postu ředitele ÚZSI vystřídal Ivo Schwarz.
Dne 8. května 2007 jej prezident Václav Klaus jmenoval do hodnosti brigádního generála a dne 28. října 2015 ho prezident Miloš Zeman jmenoval do hodnosti generálmajora.
Dne 6. června 2016 dopisem oznámil, že chce v čele Bezpečnostní informační služby skončit. Důvody svého rozhodnutí nechtěl veřejně rozebírat. Ve funkci jej nakonec 15. srpna 2016 nahradil Michal Koudelka. Langa poté vláda Bohuslava Sobotky v prosinci 2016 jmenovala k 1. únoru 2017 ředitelem Národního bezpečnostního úřadu (NBÚ). Post ředitele NBÚ zastával do roku 2024, kdy na funkci rezignoval a vláda Petra Fialy jej z funkce odvolala ke konci dubna 2024. Od května 2024 jej vystřídal Jan Čuřín.